# ایرینا ریسنزون
ایرینا ریسنزون (به انگلیسی: Irina Risenzon) ژیمناست زادهٔ ۱۴ ژانویهٔ ۱۹۸۸ میلادی اهل کشور اسرائیل است.

## زندگی شخصی

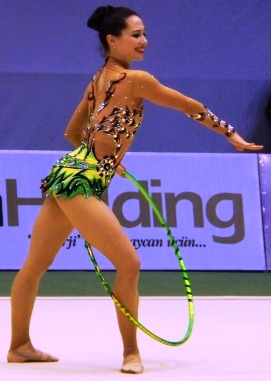

ریزنزون یهودی است. خانواده او از سن ۹ سالگی به اسرائیل مهاجرت کردند. او در ۱۸ جولای ۲۰۱۱ با دیو ناهمانی ازدواج کرد و آنها یک دختر دارند.

## دستاوردها
اولین اسرائیلی صعود کننده به فینال المپیک در حالی که در جایگاه نهم در مسابقات جام جهانی قرار گرفت اولین اسرائیلی است که در فینال جایزه بزرگ جایزه کسب می کند.